# Parques nacionales de Ruanda

Mapa de Ruanda. Al este puede verse el Parque nacional de Akagera. En el noroeste se halla el Parque nacional de los Volcanes y al sudeste del lago Kivu, se halla el bosque de Nyungwe.

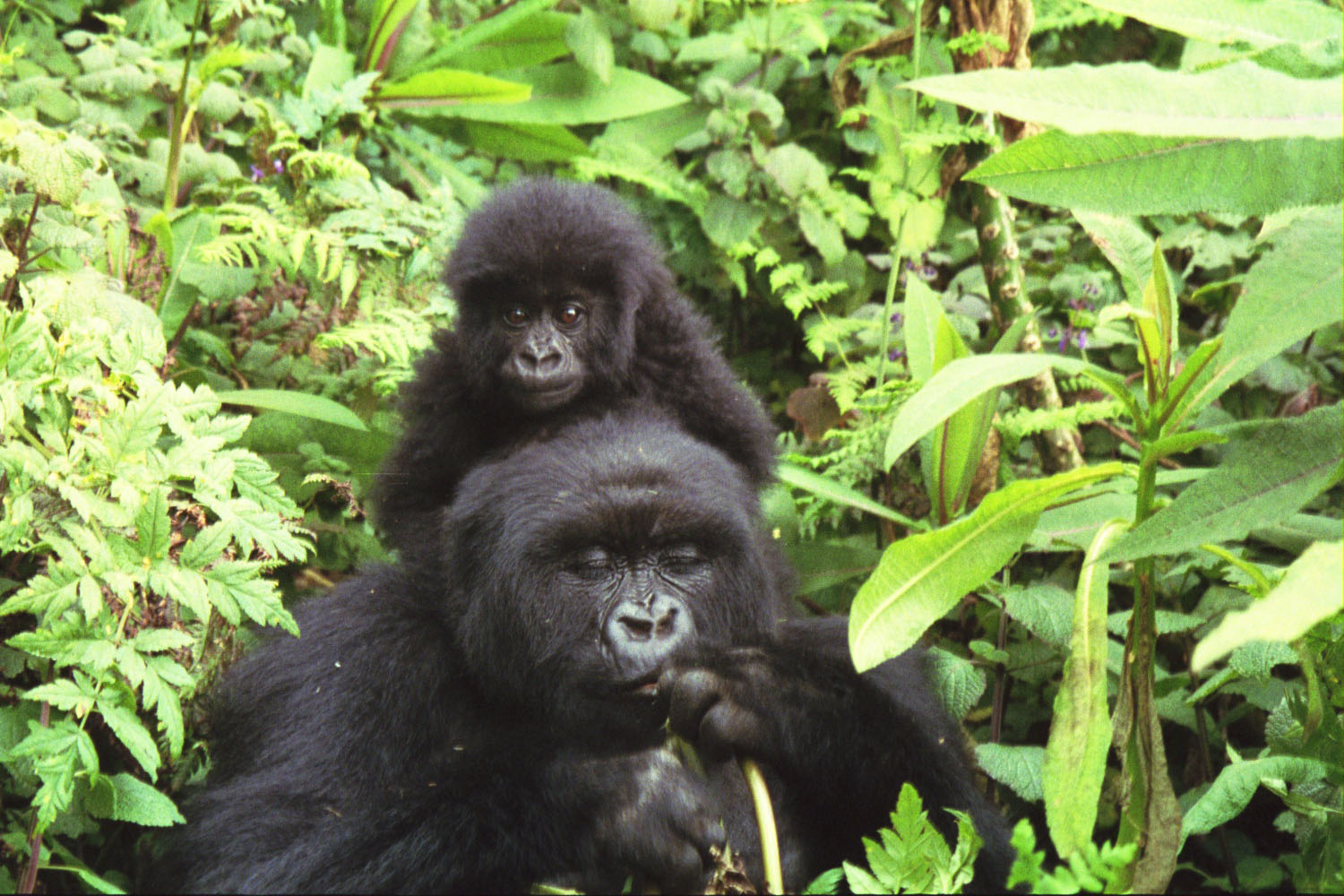
Gorila y su cría en el Parque nacional de los Volcanes.

Hay tres zonas protegidas en Ruanda con la denominación de parque nacional, gestionadas por el Rwanda Development Board, que se encarga del mantenimiento y la infraestructura turística.  
- Parque nacional de Akagera, creado en 1934, 1.200 km², así llamado por el río Kagera que marca la frontera oriental de Ruanda con Tanzania. El parque ocupa la parte central de la zona fronteriza desde el lago Ihema hacia el norte. La cuenca del río, por su lado izquierdo, está formada por una serie de humedales y sabana con numerosos lagos, entre ellos, los lagos Kivumba, Hago, Mihindi, con la llamada Playa de los hipopótamos, y Rwanyakizinga. Al norte, al otro lado de la frontera, la protección continúa en la Reserva de caza de Ibanda, en Tanzania. Al sur, también en Tanzania, se encuentra la Reserva de caza de Kimisi. El parque tiene una abundante fauna entre la que se encuentran los cinco grandes de África, además de jirafas, hienas, leopardos, cocodrilos, etc., y más de 500 especies de aves.[1]

- Parque nacional de Nyungwe, creado en 2004, tiene 970 km². es el bosque lluvioso de montaña mejor conservado de África, en el sur de Ruanda, a caballo de la divisoria Congo-Nilo. Posee bosque lluvioso, bambúes, pastizales, pantanos y turberas. Se encuentran aquí 13 especies de primates, entre ellos chimpancés y colobos. El parque alcanza los 3.000 m de altura.[2] Por el sur, colinda con el Parque nacional de Kibira, en Burundi, de 400 km².

- Parque nacional de los Volcanes, creado en 1929 tiene 125 km². Se encuentra en el noroeste de Ruanda y ocupa cinco de los ocho volcanes que conforman las montañas Virunga. Está unido al Parque nacional Virunga, en la RDC, y el Parque nacional del Gorila de Mgahinga, en Uganda. Se creó como un refugio para los gorilas de montaña. Fue el primer parque nacional de África y base de la zoóloga Dian Fossey. La vegetación varía con la altitud. Entre 2-500 y 3.200 m domina el  bambú. Por encima de 4.300 m solo hay prados.[3]